# 內野聖陽
内野聖陽（日语：／ Uchino Seiyou，1968年9月16日—），日本男演员，神奈川縣橫濱市出身。

## 人物
- 本家職業是寺廟，就讀於世田谷中學與高中，後畢業於早稻田大學政治經濟學系，在早稻田時也加入了英語會，1992年進入文學座研究所，1997年成為團員。
- 戲劇表現上，內野以演技力廣為人知。
- 2003年演出NHK的《蟬時雨》的主角牧文四郎，受到放送基金演出賞最佳男演員。2007年也因此演出大河劇《風林火山》主角山本勘助。
- 較少演連續劇，以舞台或音樂劇為主。主要是在文學座的舞台，當然也參加其他舞台劇演出。2000年《伊麗莎白》對後來的表現法相當重要。
- 內野本人個性相當溫和，也在影迷之間有相當好評。在2000年的舞台劇《伊麗莎白》認識了當時的女主角一路真輝（本名：石川泉），2006年5月發表兩人結婚的消息，7月一路宣布懷有身孕，7月底入籍，10月生下一女。2011年8月18日、兩人宣佈離婚[2]。
- 2021年11月2日，獲日本政府頒發紫綬褒章，以表彰內野在演技上的成就[3]。

## 作品列表

### 連續劇
- 1995年7月15日

金田一少年之事件簿 蜡人形城杀人事件(金田一少年の事件簿 蝋人形城殺人事件)
- 1996年1月10日－1996年3月13日

爱的奇迹（奇跡のロマンス）/工藤 淳一郎
- 1996年10月7日－1997年11月22日

双胞胎（ふたりっ子）/森山史郎
- 1997年4月17日

现代灰姑娘
- 1997年10月13日-1997年12月22日

戀愛世代（LOVE GENERATIONラブ-ジェネレ-ション）／片桐莊一郎
- 1998年1月4日-1998年12月13日

德川庆喜（徳川慶喜 (NHK大河ドラマ)）/徳川慶篤
- 2003年

蝉时雨（蝉しぐれ）/牧文四郎
- 2004年1月15日－2004年3月11日

网球甜心（
）/宗方仁
- 2005年1月17日

不开心的基因（不机嫌なジーン）/南原孝史
- 2007年1月7日-2007年12月16日

风林火山（(07年大河剧全50回)/山本勘助
- 2008年6月

怪胎刑警（ゴンゾウ 伝説の刑事）(08夏季日剧全11回)/黒木俊英
- 2008年9月14日

天狼星之路(08夏季日剧SP全一回)/辰村祐介
- 2009年4月15日-2009年6月24日

临场（臨場）(09春季日剧)/仓石义男
- 2009年10月

仁者俠醫（JIN-仁-）(09冬季日剧)/坂本龍馬
- 2010年4月7日-

临场（臨場）(10春季日剧)/仓石义男
- 2010年8月31日-

十年後依然愛你（十年先も君に恋して）(NHK火10全6回)／圓山博（円山博）
- 2011年4月-

仁者俠醫（JIN-仁-最終篇）(11夏季日剧)/坂本龍馬
- 2013年1月-

鳶 (冬季 TBS 日劇)/市川安男
- 2013年4月-

女信長 (富士電視台)/明智光秀
- 2016年1月10日-12月18日

真田丸 (NHK大河劇)/德川家康
- 2017年3月26日

LEADERS II (TBS特別劇集)/山崎亘
- 2018年4月

黑色止血鉗(TBS電視台)/佐伯清江
- 2019年4月

昨日的美食(東京電視台)/矢吹賢二
- 2020年1月

昨日的美食 特別篇 /矢吹賢二
- 2020年4月

鐵之骨（鉄の骨）/尾形總司
- 2021年5月

歡迎回來百音（おかえりモネ）/永浦耕治
- 2023年10月

昨日的美食 Season2（東京電視台）/矢吹賢二
- 2024年7月

黑色止血鉗2（TBS電視台）/佐伯清江
- 2025年1月

宛如阿修羅（Netflix）/枡川貞治
- 2025年4月

PJ航空救難團（朝日電視台）/宇佐美誠司

### 電影
- 1996 午后的遗书（午後の遺言状）／清川浩二
- 1996 春天情书（ハル）／速见升
- 1999 黑暗之家（黒い家）／若槻慎二
- 2008 252 生存訊號（252 生存者あり）／篠原靜馬
- 2014 家路（家路）／澤田總一
- 2015 罪的留白（日语：罪の余白#映画）／安藤聰[4][5]
- 2015 海難1890／田村元貞
- 2020 初戀（恋）／權藤
- 2021 昨日的美食（劇場版「きのう何食べた?」）／矢吹賢二
- 2022 鋼之鍊金術師 完結篇 復仇者斯卡（鋼の錬金術師 完結編 復讐者スカー）／馮·霍恩海姆 & 父親大人
- 2022 鋼之鍊金術師 完結篇 最後的鍊成（鋼の錬金術師 完結編 最後の錬成）／馮·霍恩海姆 & 父親大人
- 2024 春畫先生／芳賀一郎
- 2024 八犬傳／葛飾北齋
- 2025 一騙到底／熊澤二郎

### 音樂劇
- 伊丽莎白 （死神）
- 悲慘世界（孤星淚）

## 外部連結
- 官方网站
- STARDUST 內野聖陽官方介紹 （页面存档备份，存于）